# Blancaneu i Rosaroja
Blancaneu i Rosaroja és un conte popular alemany recollit pels germans Grimm.

## Argument
Dues germanes vivien juntes amb la seva mare. La seva casa és famosa per dos rosers, un dona flors blanques i l'altre vermelles i en el seu honor les seves dues filles es diuen Blancaneu (la noia més tímida) i Rosaroja (la més extravertida). Les dues germanes destaquen per la seva bondat.
Una nit d'hivern truca un os a la porta de casa seva, elles dues s'espanten molt però l'animal només vol calor i refugi. Les dues germanes el cuiden i juguen amb ell, que content torna cada nit a visitar-les. Quan es fon el glaç els diu que ha de partir per vigilar el seu tresor, ja que hi ha uns follets que el volen robar i només deixen d'intentar-ho quan la neu ho cobreix tot.
A la primavera les dues germanes van al bosc a buscar menjar quan es troben un nan atrapat en un soc per la barba. Intenten alliberar-lo debades, fins que es veuen obligades a tallar-li la barba. El nan, en comptes d'estar agraït per ser lliure, les insulta i fuig corrent.
Un altre dia se'l troben fugint d'una àliga que se'l vol emportar i quan aconsegueixen que s'espanti l'ocell, el nan les increpa per tractar-lo amb rudesa. Se succeeixen diversos encontres similars, on les dues germanes sempre salven el nan malgrat aquest es mostri desagraït.
Quan s'acosta l'estiu se'l tornen a trobar, aquest cop empaitat per un os que resulta ser el seu amic. Ell els diu que no intervinguin i mata el nan malvat, que volia quedar-se per ell el tresor. Just quan el nan cau a terra, cau també la pell de l'os que recobria un príncep encantat. Aquest príncep es casa amb la Blancaneu i la Rosaroja esdevé la esposa del seu germà i tots van viure feliços per sempre més.

## Anàlisi
El conte presenta elements típics dels contes de fades, com el bosc com a lloc de troballes màgiques, perills però també possible menjar; el matrimoni final que treu de la pobresa les protagonistes o l'encanteri d'un príncep sota la forma d'un animal que parla. L'estructura, basada en la repetició d'episodis semblants com les aventures alliberant el follet, també és pròpia d'aquestes històries orals.
Les dues germanes representen les tendències naturals de l'ésser humà, la introversió i racionalitat o la passió (els extrems apol·lini i dionisíac en la filosofia de Nietzsche) i el símbol de la rosa com a dona jove és una constant en la literatura clàssica i moderna.
El tresor i el matrimoni que aporten seguretat i felicitat són un premi a la seva conducta malgrat les advesitats (per exemple els insults del follet), un clar missatge moral propi de les històries destinades als nens. Anàlogament, el follet és castigat per la seva cobdícia (vol robar un tresor que no li pertany) i els seus mals modes.